# Церква Святих Кирила і Мефодія (Загреб)
Церква святих Кирила та Мефодія у Заґребі (хорв. Crkva svetih Ćirila i Metoda u Zagrebu) - грекокатолицька парафіяльна церква у хорватській столиці, що належить до грекокатолицького Жумберацького вікаріату Кріжевацького єпископату. Збудована у 1886 році. Будівля створена у неовізантійському стилі. Знаходиться в найстарішому районі Заґреба, так званому, Верхньому місті, на вулиці Кириломефодіївській між вежею Лотиршчак і площею святого Марка.

## Історія
Парафія грекокатоликів була поширена в Заґребі ще до початку XVII ст. У 1681 році мерчанський єпископ Павао Зорчічь, викупивши фамільний будинок дворянського роду Патачичів, де знаходилася каплиця для богослужінь, заснував у Верхньому місті грекокатолицьку Семінарію, що опікалася всією уніатською парафією. У 1766 році Семінарія була зруйнована внаслідок пожежі. Вогонь знищив усі верхні поверхи будівлі та дорогоцінну бібліотеку. Вціліла тільки покрівля першого поверху, що сьогодні слугує залою. У 1774 році під покровительством владики Базилія Божічьковічя на місці зруйнованої будівлі зводять двоповерховий будинок, де знаходилася не тільки Семінарія, а й каплиця святого Василія Великого. У 1828 році, за часів кріжевацького владики Помилка Lua у Модуль:Не_перекладено у рядку 253: attempt to index local 'neededTitle' (a nil value)., добудовують північну частину Семінарії, верхній поверх якої займала церква святого Василія, освячена у 1830 році. У 1885-1886 роках будівлю оновлюють: добудовують 30 метрів у висоту, встановлюють святилище з куполом, створюють новий фасад, покрівлю та стелю. Нова церква, патронами якої відтоді стали святі Кирило та Мефодій, створена за планами архітектора Германа Болле та головного будівельника Міхаеля Фалесчіні. 

## Іконостас
У 1885 році Герман Болле створює креслення іконостаса для церкви святих Кирила та Мефодія. Цей іконостас був першим у доробку архітектора. Його початкові плани відходили від пануючого тоді православного канону - низький іконостас із великими іконами. Болле пропонував створити іконостас високий із п'ятьма рядами маленьких ікон. Проте очільник оновлення церкви єпископ Помилка Lua у Модуль:Не_перекладено у рядку 253: attempt to index local 'neededTitle' (a nil value). наполягав на дотриманні класичної форми, якої зрештою дотримувався Болле під час створення креслень. Вирізати іконостас із дуба зобов'язали столяра Йосипа Шемерета. 

## Іконопис
Ікони для іконостаса (13 нижніх і 44 верхні зображення) написав Епамінондас Бучевський - іконописець і художник із Буковини. Ікони на розетці, на двох вікнах і святилищі, а також мозаїки на фасаді створені невідомим майстром з Інсбрука. У 1932 році в південній частині церкви розміщують ікону "Різдво Ісусове", а в північній - "Останній суд" і "Воскресіння Ісусове", всі створені Іваном Тішовим - хорватським художником, що просував модерне мистецтво.

## Цікаві факти
1. З 1935 року на фасаді розміщений меморіал приурочений до 1050-ліття від смерті святого Мефодія.
2. Від 1935 року вулиця, де стоїть церква, має назву "Кириломефодіївська", а до того була "23 жовтня 1847 року".
3. Літургійний спів у церкві виконується церковнослов'янською мовою, а проповіді проводяться церковнослов'янською, хорватською й українською мовами.